# Konferensen om Europas framtid

Europeiska flaggan

Konferensen om Europas framtid var en konferens som pågick 2021–2022 med syfte att diskutera Europeiska unionens framtid. Konferensen sammankallades av Europaparlamentet, Europeiska unionens råd och Europeiska kommissionen, och var tänkt att involvera både representanter för medlemsstaterna och medborgarna. Konferensen var en av punkterna i det politiska programmet för kommissionen von der Leyen I.
I januari 2020 antog Europaparlamentet en resolution där konferensen föreslogs få i uppdrag att diskutera bland annat unionens övergripande värden och mål, demokratiska och institutionella aspekter, miljö- och klimatfrågor, social rättvisa och jämställdhet, ekonomi och sysselsättning, digitalisering samt säkerhet och EU:s roll i världen.
Konferensens arbete var från början planerat att påbörjas den 9 maj 2020, under Europadagen, men på grund av coronavirusutbrottet 2020–2021 i Europa sköts datumet upp. I mars 2021 ställde sig Europaparlamentet, Europeiska unionens råd och Europeiska kommissionen bakom ett nytt förslag som innebar att konferensens arbete inleddes på Europadagen den 9 maj 2021. Den 10 mars 2021 undertecknade Europaparlamentets talman David Sassoli, Portugals premiärminister António Costa (som representant för ordförandeskapet i Europeiska unionens råd) och kommissionsordförande Ursula von der Leyen en gemensam förklaring om förutsättningarna för konferensen. Som en del av konferensen lanserades den 19 april 2021 en mångspråkig online-baserad plattform som gjorde det möjligt för medborgare att utbyta idéer och förslag om EU:s framtida utveckling.
Efter en process som varat nästan ett år enades konferensens plenarsession om 49 detaljerade förslag vid ett sammanträde den 29-30 april 2022. Konferensens arbete avslutades officiellt på Europadagen den 9 maj 2022. Den 9 juni 2022 antog Europaparlamentet en resolution där parlamentet uppmanade Europeiska unionens råd att inleda en process för att ändra unionens fördrag för att genomföra flera av de förslag som utarbetats av konferensen om Europas framtid. Den 17 juni 2022 antog Europeiska kommissionen ett meddelande där man presenterade en första analys av förslagen från konferensen om Europas framtid. I november 2023 begärde Europaparlamentet att ett konvent sammankallas för att utarbeta förslag till fördragsändringar mot bakgrund av konferensen om Europas framtid.